# ボアスピアソード

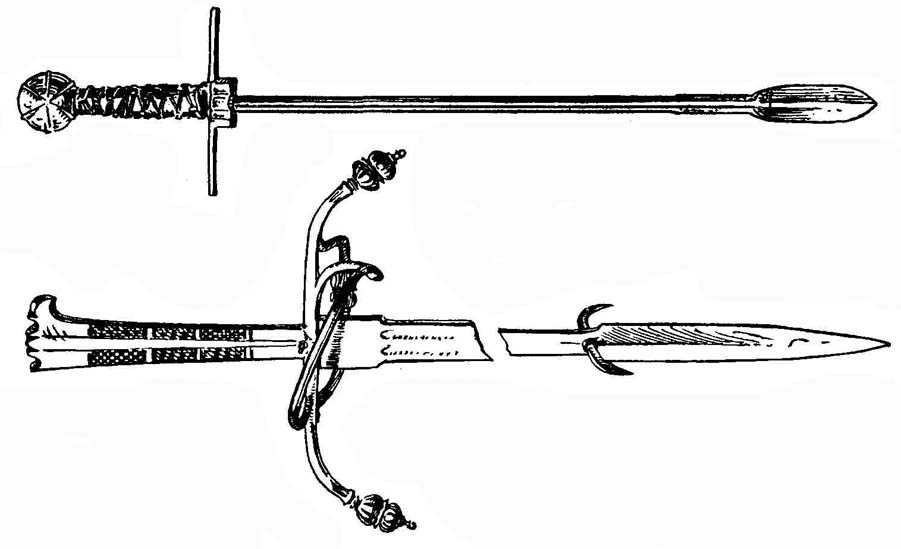
ボアスピアソード

ボアスピアソード、あるいはボアソード、ザオシュヴェーアト（独: Sauschwert, Saufängerschwert, Schweinschwert, Saufänger、英: boar-spear sword, boar sword, boar tuck）とは、狩猟用の剣の一種である。中世ヨーロッパのスポーツハンティングにおいて、貴族がイノシシを狩るために使用した。
ボアスピアソードと似た名称の狩猟用の槍にボアスピアがあり、この項目でも数度言及されるため区別を要する。

## 概要

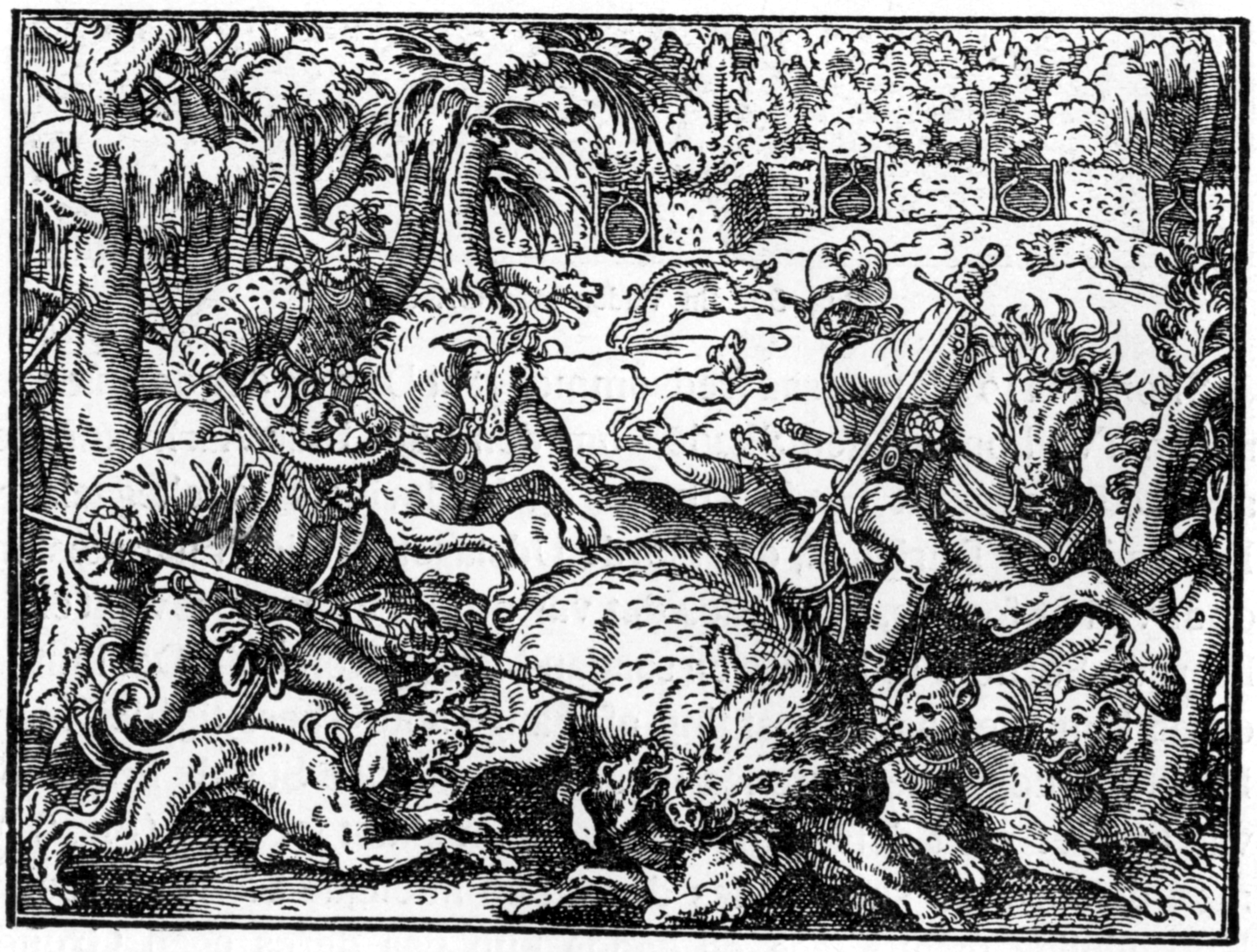
ボアスピアソードを用いた狩りの様子

ボアスピアソードは神聖ローマ帝国にて使用された。狩りを愛好していたマクシミリアン1世によって考案されたとされている。
槍のような特異な形状をした刀身を持つ刺突専用の剣であり、馬上の貴族が逆手に持ってイノシシに対して振り下ろして使用した。膨らんだ切っ先が目を引く特徴であるが、それ以外の部分ではエストックと共通した形状を持つ。
貴族のスポーツハンティングにおいて、剣を用いて獲物を仕留めることは槍を用いるよりも高い価値があり、また公正で貴族的であるとみなされていた。槍の代わりにこの槍のような剣を作り出したのも、当時のこうした風潮と無関係ではないだろう。
この剣は15世紀後半に成立したが、オーストリアやドイツ以外では普及せず、16世紀の半ばまでには使用されなくなった。このため、現存しているボアスピアソードはあまり多くない。
狩猟用武器としては普及しなかったボアスピアソードだが、その特異な形状のためか、画家には好んで描かれることが多かった。例えばハンス・ブルクマイアーの連作版画『マクシミリアン1世の凱旋』の中には、この剣を持った貴族たちが描かれている。

## 名前の由来
ドイツ語での名称のひとつザオフェンガシュヴェーアト( Saufängerschwert  = boar catcher sword ) が示すように、この武器はイノシシを狩るために作成・使用された剣であり、それがボアソードの名の由来である。
また、エーワルト・オークショットはこの剣を指して「飾り気のないバスタードソードと、ボアスピアを掛け合わせたような剣」と表現しており、ハワード・ブラックモアは(狩猟用エストックの欠点を補うために)「ボアスピアの穂先をエストックの先端に取り付けたもの」と記している。これに従えば英名のボアスピアソードとは「ボアスピアのような剣」という意味となる。
ボアスピアソードの名の由来として、その切っ先がイノシシの牙に似ていることを挙げる文献が日本には見られる。
現存するボアスピアソードの切っ先の形は、さまざまな形のものがあるが、刺突に用いるためいずれも湾曲しているイノシシの牙とは似ていない。これは誤りである。

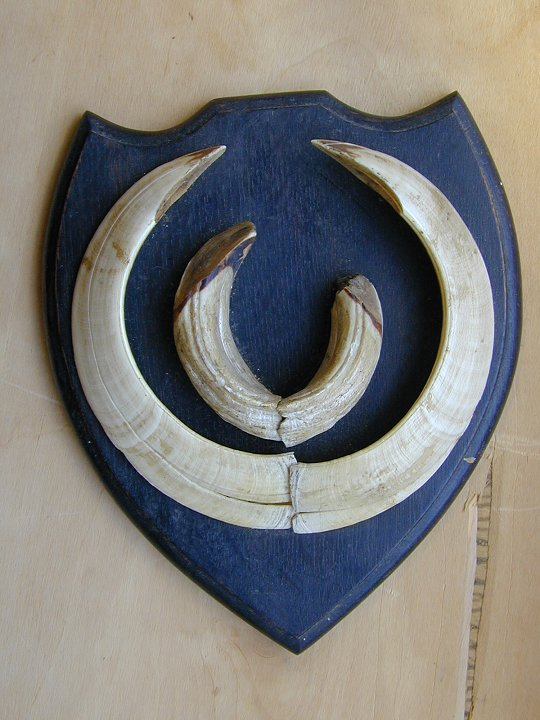
弧を描くイノシシの牙

## 形状
特徴的な切っ先と刀身に取り付けられたストッパーを除くと、エストックに類似した外見をしている。
切っ先は両刃であり、その形は「葉型」や「槍の穂先型」と表現されることが多いが、太めの棒状の物や、フランベルジュのように波打ったものなど、様々なタイプの物がある。イノシシへのダメージを向上させるため、この部分は刀身より幅広になっている。
刀身の部分には刃は設けられていない。刺突専用のボアスピアソードには切るための刃は不要であり、使用者を傷つけるリスクもあるためである。この刀身はイノシシの突進に耐えられるように硬い棒状となっており、その断面は円形、あるいは多角形になっている。
握りの部分は両手で握れる長さを持っているものが多い。ボアスピアソードは馬上では片手で用いるが、後述のストッパーの存在や握りの長さなどから、下馬して両手で使用することもあった事が分かる。

### ストッパー
剣がイノシシに深く刺さりすぎるのを防ぐため切っ先と刀身の間にはストッパーが取り付けられる。剣が深く刺さってしまった場合、激昂したイノシシがそのまま剣の持ち手を牙で突く危険性があり、また仕留めた後に剣をイノシシの体から抜くのが困難になるからである。
ボアスピアには固定式のストッパーが設けられていたが、剣であるボアスピアソードは槍であるボアスピアとは異なり、鞘に収める際にストッパーが邪魔にならないよう工夫を施す必要があった。
一般的なボアスピアソードのストッパーはクロスバーと呼ばれる棒状のパーツで、着脱式である。クロスバーはボアスピアソードの刀身に空けられた穴に噛ませたり螺子止めしたりして固定された。
着脱式のクロスバーとは異なり、刀身に固定されているが鞘に収めるために変形する機構を持つ棒状のストッパーも存在する。回転させて広げる物や、バネを仕込んだ折りたたみ式で鞘から剣を抜くと自動的に展開するストッパーを備えたボアスピアソードが現存している。
またこれらのような棒状のストッパーだけではなく、オールパイクに見られるような円盤状のストッパーも存在した。